# Parrhesia Verlag
Der Parrhesia Verlag Berlin ist ein Buchverlag für Belletristik und Philosophie in Berlin.
Der Verlag wurde 2022 von Katharina Wicht in Berlin gegründet. Schwerpunkte des Programms sind philosophische Werke (u. a. Taum und Existenz von Ludwig Binswanger mit einem Vorwort von Michel Foucault und Die Entmenschlichung der Kunst von José Ortega y Gasset) sowie deutsche Erstausgaben belletristischer Werke. Autoren und Herausgeber sind u. a. Konstantine Gamsachurdia und Wolfgang Eßbach. Die edition schatten versammelt Texte aus verschiedenen Disziplinen, die sich durch ihre essayistische, feuilletonistische oder unkonventionelle Form der Kanonisierung widersetzt haben und deshalb trotz großer Einflussnahme in zeitgenössischen Debatten bislang im Schatten leichter zu kanonisierender Texte standen. 
Seit 2024 ist der Verlag auf der Leipziger Buchmesse vertreten. 

## Autoren (Auswahl)
- Konstantine Gamsachurdia
- Ludwig Binswanger
- Michel Foucault
- Adolf Loos
- José Ortega y Gasset